# 圣让达沃拉讷
圣让达沃拉讷（法語：Saint-Jean-d'Avelanne，法語發音：[sɛ̃ ʒɑ̃ davlan]）是法国伊泽尔省的一个市镇，属于拉图尔迪潘区。

## 地理
圣让达沃拉讷（45°30'25"N, 5°40'23"E）面积7.85 平方千米，位于法国奥弗涅-罗讷-阿尔卑斯大区伊泽尔省，该省份为法国东南部内陆省份，北起顺时针与安省、萨瓦省、上阿尔卑斯省、德龙省、阿尔代什省、卢瓦尔省和罗讷省。
与圣让达沃拉讷接壤的市镇（或旧市镇、城区）包括：勒蓬德博瓦桑、圣马丹德沃尔塞尔、多梅桑、沃拉讷、普雷桑、圣阿尔班-德沃尔塞尔。

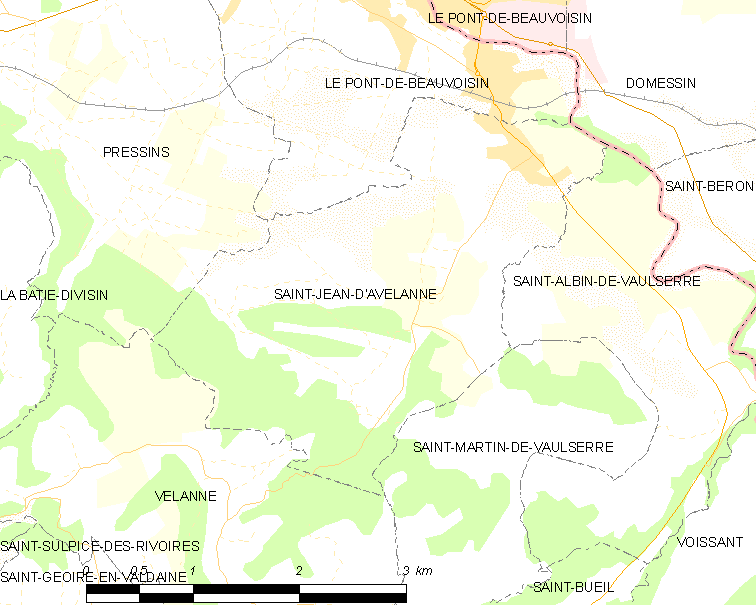
圣让达沃拉讷的OSM定位图

圣让达沃拉讷的时区为UTC+01:00、UTC+02:00（夏令时）。

## 行政
圣让达沃拉讷的邮政编码为38480，INSEE市镇编码为38398。

## 政治
圣让达沃拉讷所属的省级选区为沙特勒斯-吉耶县。

## 人口

1962-2008年间圣让达沃拉讷人口变化图示

圣让达沃拉讷于2022年1月1日时的人口数量为979人。